# Крижан Врх
Крижан Врх (словен. Križan Vrh) — поселення в общині Бистриця-об-Сотлі, Савинський регіон, Словенія. 
Висота над рівнем моря: 351 м.